# 13e régiment d'infanterie vieux-prussien
Pour les articles homonymes, voir 13e régiment.
Le 13e régiment d'infanterie est un régiment d'infanterie brandebourgeois-prussien formé en 1685 à Soest, en Westphalie, sous le nom de régiment à pied Varenne composé de réfugiés huguenots. Il a ensuite des sites dans la Marche de Brandebourg et enfin à Berlin .

## Histoire
En 1685, après l'édit de Fontainebleau, le régiment est constitué à Soest, dans le comté de La Marck, à partir de réfugiés religieux français. Le premier commandant fut le colonel Jacques L'Auiuonier marquis de Varenne. Quelques années plus tard, une partie des membres du régiment passa au nouveau régiment huguenot à pied Wylich. En 1724, le régiment est mis en garnison à Berlin. Les recrues sont originaires du Havelland (Glien, Löwenberg (de), Oberbarnim ainsi que de la Prignitz avec Friesack, Rhinow, Plauen, Havelberg et Brandenburgisches Domstift).

### Chefs de régiment
- 1686 Jacques L'Aumonier, marquis de Varenne
- 1715 Anton von Pannewitz (de)
- 1722 Alexander von Dönhoff
- 1740 Friedrich Sebastian Wunibald Truchsess zu Waldburg (de)
- 1745 Samuel von Polentz (de)
- 1746 Philipp Bogislav von Schwerin (de)
- 1750 August Friedrich von Itzenplitz
- 1760 Friedrich Wilhelm von Syburg
- 1762 Pierre III de Russie
- 1763 Friedrich Wilhelm von Wylich und Lottum
- 1774 Heinrich Gottlob von Braun (de)
- 1794 Alexander Wilhelm von Arnim

## Évaluation
Le régiment est considéré comme l'une des meilleures unités de l'armée prussienne du XVIIIe siècle. En raison de ses performances extraordinaires, il est autorisé à se classer juste après le régiment le plus ancien (1806 : no 1)

## Personnalités
Un membre éminent du régiment est le Suisse Ulrich Bräker, qui, dans sa description littéraire « Der arme Mann im Tockenburg (de) », reflète de manière radicale les méthodes publicitaires prussiennes et les conditions sociales et de guerre. En même temps que Bräker, les deux seuls simples mousquetaires originaires du cœur des terres prussiennes dont il existe des témoignages écrits de l'époque de la Guerre de Sept Ans servaient dans le même régiment « Itzenplitz ». Le commandant de Berlin et général Egidius Ehrentreich von Sydow est lieutenant-colonel dans le régiment en 1710.

## Dissolution
Le régiment est dissous par capitulation en 1806 comme 13e régiment à pied von Arnim. Le 1er bataillon se rend le 28 octobre près de Prenzlau, le 2e bataillon capitule le 4 novembre près de Pinnow, le 3e bataillon près de Stettin.

## Uniforme, équipement
Jusqu'au milieu du XVIIIe siècle, l'uniforme régimentaire se compose d'une veste d'uniforme bleue avec des poignets et des remises blanc jaunâtre et des poignets de jupe rouges. La casquette des grenadiers ailés est bleue et blanche, avec des garnitures en laiton argenté avec un pompon blanc. Le drapeau régimentaire est noir avec des flammes bordeaux.